# Корытов, Леонид Иннокентьевич
Леонид Иннокентьевич Корытов (родился 28 августа 1943, Республика Бурятия) — доктор медицинских наук (1992), профессор (1993), заведующий кафедрой нормальной физиологии (1994) Иркутского государственного медицинского университета.

## Биографии
В 1960 году окончил среднюю школу и поступил на 1 курс стоматологического факультета Иркутского государственного медицинского института. В 1965 году окончил Иркутский государственный медицинский институт и был оставлен в аспирантуре при кафедре нормальной физиологии. В 1969 году защитил кандидатскую, в 1992 году — докторскую диссертацию «Центральные и периферические механизмы адаптации организма при воздействии органических растворителей». С 1968 года — ассистент, с 1971 года — старший преподаватель, с 1978 года — доцент, с 1993 года — профессор, с 1994 года — заведующий кафедрой нормальной физиологии ИГМУ. С 1997 по 2001 год по совместительству — заведующий лабораторией функциональных методов исследования Института травматологии и ортопедии научного центра «Реконструктивная и восстановительная хирургия» СО РАМН. С 1978 по 1981 год работал преподавателем — экспертом по физиологии и заведующим кафедрой теоретических дисциплин медицинского факультета Конакрийского университета (Республика Гвинея). В течение 2 лет (1985—1987) был заместителем декана стоматологического факультета.
Научный руководитель комплексной научной проблемы «Системные механизмы стресса и пути его коррекции». Подготовил 3 доктора и 8 кандидатов наук. Автор 184 печатных работ, 12 учебных пособий, в том числе 2 пособия, утверждённых УМО по высшему медицинскому и фармацевтическому образованию вузов России, учебник «Медицинская физиология» (на французском языке, 2 тома), 3 монографий. Имею 2 изобретения, 12 рацпредложений, награждён знаком «Изобретатель СССР» и «Отличник здравоохранения Монголии», медалью И.П. Павлова физиологического общества им. И.П. Павлова при РАН за большой научный вклад в физиологию адаптации и висцеральных систем. Участвовал в работе 6 съездов физиологического общества им. И.П. Павлова и ряда международных симпозиумов. Председатель Иркутского отделения физиологического общества им. И.П. Павлова при Российской академии наук, членом диссертационного совета при ГОУ ВПО «Читинская государственная медицинская академия», членом Ученого совета ИГМУ, членом общественного совета по проблемам противодействия распространению наркомании среди населения Иркутской области при губернаторе Иркутской области.